# Kambainallur
Kambainallur es una ciudad y nagar Panchayat situada en el distrito de Dharmapuri en el estado de Tamil Nadu (India). Su población es de 12194 habitantes (2011).

## Demografía
Según el censo de 2011 la población de Kambainallur era de 12194 habitantes, de los cuales 6254 eran hombres y 5940 eran mujeres. Kambainallur tiene una tasa media de alfabetización del 70,69%, inferior a la media estatal del 80,09%: la alfabetización masculina es del 78,28%, y la alfabetización femenina del 62,77%.